# Barbara Paulus
Barbara Paulus (Vienna, 1º settembre 1970) è un'ex tennista austriaca.

## Biografia
Ha cominciato a giocare in WTA nel 1986 e si è ritirata nel 2001. Durante la sua carriera ha vinto un totale di sette tornei WTA, di cui sei come singolarista. Per qualche tempo è stata anche nella top 10, oltre che migliore giocatrice del suo Paese. Barbara Paulus ha gareggiato in Fed Cup, disputando in tutto 21 incontri. Inoltre ha preso parte alle Olimpiadi del 1988, dove è uscita al terzo turno.